# Војин Драшкоци
Војин Малиша Драшкоци (Београд, 28. мај 1945 — Београд, 14. фебруар 2000) био је српски џез музичар, контрабасиста, композитор, аранжер и музички педагог. 

## Музичко образовање
Завршио је средњу музичку школу „Јосип Славенски“ и Факултет музичке уметности у Београду, одсек за контрабас. Након завршених студија уследила су усавршавања, приватни студији контрабаса у Будимпешти и Сиону код професора Лајоша Монтага, затим курсеви камерне музике у Брну и на Летњој академији у Салцбургу у класи за оркестар на Јанашековој академији.

## Каријера
Од 1971. године био је соло контрабасиста Београдске филхармоније. Сарађивао је и са ансамблима за ренесансну и средњевековну музику попут ансамбала „Ренесанс“ и „Musica Antiqua”, али и камерним саставима тог времена. Тада је први пут и дошао у додир са изворном народном музиком. Истовремено је градио џез каријеру и стекао углед врсног џезисте. Са великим ансамблима и солистима учествовао је на концертима и снимањима за програме радио и телевизијских станица. Неки од њих су Џез оркестар Радио телевизије Београд, Диксиленд оркестар „Весели Бенџо“, Београдски џез квинтет, Секстет Марковић Гут и други. 
У београдским музичким школама „Мокрањац“ и „Петар Коњовић“ радио је као професор контрабаса, а био је и гостујући професор у музичкој школи „Unterschleissheim” у Минхену. Био је и уредник музичких програма на Радио Београду. 
Током једног периода осамдесетих година имао је статус слободног уметника. У том периоду сарађивао је са џез бубњарем Лалом Ковачевим, а као плод ове сарадње су настали албуми антологијске трилогије Балканске импресије. Управо је Војин Драшкоци пресудно утицао на избор музичара из Србије који су учествовали у снимању ових албума. Кроз овај рад, Драшкоци је дошао до одлуке да на будућим солистичким концертима не раздваја џез музику од класичне. Са Милошем Петровићем основао је квартет „Катамаран“ у којем су свирали и Душан Богдановић и перкусиониста Вељко Николић - Папа Ник. Деведестих година професор Војин Драшкоци обављао је дужности секретара Удружења музичких уметника Србије. Поред тога, посветио се и педагошком раду. Од 1994. до 1998. држао је џез радионице кроз које је прошло више од стотину младих музичара.

## Концерти и дела
Свој рад Војин Драшкоци презентовао је на концертима. Једини постојећи снимци његових дела, потичу са концерата. Најзначајнији су концерти у Галерији фресака у Београду. Поводом 25-годишњице рада, одржао је солистички концерт 1986. године на којем је поред својих композиција „Садила моме лојзе“ и „Окупљање и игра“, свирао и дела Минте Алексиначког, импровизације на теме Љубице Марић и Вука Куленовића. На концерту одржаном крајем 1987. године показао је своје интересовање за џез и фолклор. На овом концерту постигнут је спој џез идиома и елемената наше народне музике. Значајну сарадњу Драшкоци је остварио са пијанистом Милошем Петровићем са којим је више пута наступао као дуо на концертима и фестивалима. 1995. године, концертом под називом „Балканске синтезе“ у Центру Сава обележио је 35 година рада.

## Повеља са статуетом Војин Малиша Драшкоци
Награда Повеља са статуетом Војин Малиша Драшкоци установљена је 2013. године. Награду је установило Удружење World Music асоцијација Србије са циљем да подстиче, популаризује и развија музички полижанр world music у Србији, и као оживљавање сећања на професора Војина Драшкоција.

### Добитници награде
- 2013. Филип Крумес
- 2014. Васил Хаџиманов
- 2015. Влатко Стефановски[6]
- 2016. Владимир Никић[7]
- 2017. Ненад Василић

## Одабрана дискографија
- 1980: Марковић-Гут Секстет - Марковић-Гут Секстет ПГП-РТБ
- 1982: Balkan Impressions - Lala Kovacev Group (RTB 21220992)
- 1983: Balkan Impressions Vol.2 - Lala Kovacev Group (RTB 2121921)
- 1985: Изворни фолклор и џез - Лала Ковачев (RTB 2122189)[8]